# Nou Barris (distrito)

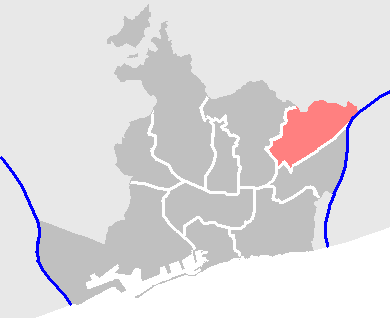
Localização do Distrito de Nou Barris em Barcelona.

O Distrito de Nou Barris é um distrito de Barcelona situado no extremo norte da cidade, entre a serra de Collserola e a avenida da Meridiana. Atualmente compreende catorze bairros: Can Peguera, Canyelles, Ciutat Meridiana, La Guineueta, Porta, La Prosperitat, Les Roquetes, Torre Baró, La Trinitat Nova, El Turó de la Peira, Vallbona, Verdum e Vilapicina i la Torre Llobeta.
Estes bairros, que majoritariamente estão situados no que historicamente constituiam as perfirerias dos municípios de Sant Joan d'Horta e Sant Andreu de Palomar (e mais tarde de Barcelona), cresceram durante o século XX, especialmente entre as décadas dos anos 50, 60 e 70. 
Em 1998 o distrito tinha uma superfície de 800,2 hectáres e uma população de 168.837 habitantes, tendo perdido mais de vinte mil habitantes em pouco mais de sete anos. Nos últimos anos, o distrito voltou a ser uma das zonas de acolhida da forte corrente imigratória desde 2000, devido ao preço relativamente mais baixo de moradia neste distrito, transformando a composição étnica e a rede de comércios dos bairros.